# Jane Russell
Jane Russell, egentlig Ernestine Jane Geraldine Russell, (21. juni 1921 – 28. februar 2011) var en amerikansk skuespillerinde, sangerinde, filmproducent, model og sexsymbol, som havde sin storhedstid i 1940- og 1950'erne.

## Barndom
Ernestine Jane Geraldine Russell blev født i Bemidji i Minnesota som eneste datter af Roy William Russell og Geraldine Jacobi. Hun havde fire yngre brødre, Thomas Ferris Russell, Kenneth Steven Russell, James Hyatt Russell og Wallace Jay Russell.
Hendes forældre blev født i North Dakota. Tre af hendes bedsteforældre blev født i Canada, mens hendes farmor blev født i Tyskland. Hendes far var en tidligere løjtnant i United States Army og hendes mor havde arbejdet som skuespillerinde for et omrejsende teater. De giftede sig i 1917 og boede de første år af ægteskabet i Edmonton i Canada. Før Russells fødsel flyttede de midlertidig tilbage til USA, for at hun skulle blive amerikansk statsborger. Senere flyttede familien til San Fernando Valley i Californien. I 1930 boede de i Burbank i Californien, hvor hendes far arbejdede som kontorchef på en sæbefabrik.
Russells mor sørgede for at datteren tog klavertimer. Ud over musik var Russell interesseret i skuespil og deltog i teateropsætninger på Van Nuys High School. Hendes ambition som ung var at blive designer, indtil hendes far døde 47 år gammel. Da bestemte hun sig for at arbejde som receptionist på et lægekontor, efter hun var færdig på skolen. Hun begyndte også arbejde som model, og efter opfordring fra sin mor studerede hun drama og skuespil hos Max Reinhardts Theatrical Workshop sammen med den russiske skuespillerinde Maria Uspenskaja.

## Karriere
I 1940 underskrev Russell en syvårskontrakt med forretningsmagnaten Howard Hughes, og fik sin filmdebut i westernfilmen Vestens udstødte. Hughes ønskede at fremhæve Russells bryster i filmen og designede en special-bh til hende. Hun skrev senere i sin selvbiografi My Path and Detours at hun havde prøvet denne bh, men at hun ikke var tilfreds med pasformen. Derfor bestemte hun sig for at bruge sin egen bh i stedet. Filmen handlede om Billy the Kid og Russell spillede den kvindelige hovedrolle. Til trods for at filmen blev fuldført i 1941, fik den ikke premiere før to år senere. Censurmyndighederne nægtede at godkende filmen på grund af fokusset på Russells bryster, og Hughes måtte klippe dele af filmen. Den blev alligevel en stor succes, og omtalen i forbindelse med filmen var med til gøre Russell til en stjerne.
I lighed med skuespillerinder som Lana Turner og Rita Hayworth poserede Russell ofte på billeder iført stramme bluser og var dermed med til at personificere den såkaldte "sweater girl"-stil. Pinup-billeder af hende var populære blandt amerikanske soldater under 2. verdenskrig, og komikeren og skuespilleren Bob Hope introducerede hende en gang som "de to og eneste Jane Russell".
I 1946 udlånte Hughes hende til United Artists til at spille i dramafilmen Young Widow. Som en del af aftalen måtte filmselskabet sponsorere en nyudgivelse af Vestens udstødte. Russell mødte frem til visninger af filmen i Chicago, Atlantic City og Boston, og hun sang for første gang offentligt. Dette førte til, at hun fik tilbud om at synge i orkesterlederen Kay Kysers radioprogram Kay Kyser's Kollege of Musical Knowledge, efter at hans faste sangerinde, Ginny Simms, var stoppet. I januar 1947 indspillede hun singlen "As Long As I Live" sammen med Kyser og hans band. Efter den anden single, "Boin-n-n-g!", fik Russell pladekontrakt med Columbia Records. I juli 1947 indspillede hun otte kærlighedssange til debutalbummet Let's Put Out the Lights.
I 1947 udløb hendes kontrakt med Hughes. Til trods for at hun kun havde spillet i to film, valgte hun at forny kontakten i yderligere syv år. I 1948 købte Hughes filmselskabet RKO, men han udlånte alligevel Russell til Paramount Pictures til indspilning af westernkomedien Blegansigt med Bob Hope. Filmen blev en stor succes. Derefter spillede hun hun sin første film for RKO, Banditpigen. Filmen fik først premiere i 1952. Det samme skete med hendes næste film, Panik i banken, hvor hun spillede mod Frank Sinatra og Groucho Marx. Til trods for at filmen blev indspillet fra vinteren 1948 til 1949, fik den først premiere i december 1951. Columbia Records valgte, allerede før filmen havde haft premiere, at udgive singlen "Kisses and Tears", en sang fra filmen, som Russell og Sinatra havde indspillet en studieversion af i februar 1950. Hendes næste film var krimidramaet His kind of Woman hvor hun spillede med Robert Mitchum. I november 1950 gik hun i studie for London Records og indspillede blandt andet de to sange "Five Little Miles from San Berdoo" og "You'll Know" fra filmen His kind of Woman. Disse blev udgivet i august 1951. Hendes næste film, Sidste chance, som fik premiere i januar 1952, var en dramafilm, hvor hun sang "I Get Along Without You Very Well" og "My Resistance Is Low". I dramafilmen Kinakystens helvede, som fik premiere i april 1952, spillede hun igen med Mitchum og sang tre sange, heriblandt "One for My Baby". Derefter returnerede hun til Paramount Pictures for at indspille Søn af blegansigt, opfølgeren til Blegansigt, hvor hun igen spillede med Bob Hope. Filmen fik premiere i sommeren 1952, og Russell og Hope indspillede sangene "Am I in Love?" og "Wing Ding Tonight" fra filmen for Capitol Records. Da Banditpigen havde premiere i november 1952, havde hun indspillet singlen "The Gilded Lily" fra filmen for American Records.
Hendes næste film var 20th Century Fox-storfilmen Gentlemen foretrækker blondiner fra 1953, hvor hun spillede sammen med Marilyn Monroe. Musicalen blev instrueret af Howard Hawks. Russells rolle som Dorothy Shaw, en smart, men lidt kynisk showgirl, er i eftertiden blevet en af hendes mest kendte. Under indspilningen af filmen blev hun gode venner med Monroe. I forbindelse med filmens premiere i Los Angeles satte Russell og Monroe deres hånd- og fodaftryk i cementen udenfor Grauman's Chinese Theater. Filmen blev en stor succes og indtjente mere end det dobbelte af produktionsprisen. Et album med musik fra filmen blev udgivet på MGM Records. Russell sang "Bye Bye Baby" og "Ain't There Anyone Here for Love?" alene og "Two Little Girls from Little Rock" og "When Love Goes Wrong, Nothing Goes Right" sammen med Monroe. Albummet blev også en stor succes.
Efter succesen med Gentlemen foretrækker blondiner fik hun hovedrollen i RKO-musicalen Den franske linie i 1954. I en mindeværdig scene fra filmen fremførte hun sangen "Lookin' for Trouble" iført en badedragt med strategisk udklippet hul. Hendes antræk blev på den tid regnet som meget dristigt, men i sin selvbiografi afslørede Russell, at Howard Hughes oprindelig ønskede, at hun skulle have bikini på. Valget faldt imidlertid på badedragt, efter at hun havde haft bikinien på foran en "forskrækket" filmstab, mens hun selv "følte sig vældig nøgen".
Samtidig dannede Russell en vokalkvartet med den tidligere sangerinde Connie Haines, Beryl Davis og Della Russell for at synge gospelsange. De fik pladekontrakt med Coral Records og udgav singlen "Make a Joyful Noise Unto the Lord"/"Do Lord", efterfulgt af albummet Make a Joyful Noise Unto the Lord. Russell udgav også en solosingle, "Forevermore" for Coral, med en duet med Johnny Desmond kaldet "Backward, Turn Backward" på bagsiden. Della Russell blev erstattet af Rhonda Fleming på kvartettens næste single, "Give Me That Old Time Religion"/"Jacob's Ladder".
I 1955 indspillede Russell i sin sidste film for RKO, S.O.S. – frømænd i fare!, før Hughes solgte filmselskabet. Oprindelig var det hans plan at trække sig ud af filmindustrien, men på falderebet skrev han en ny, ikke-eksklusiv millionkontrakt med Russell for 20 år. Ifølge kontrakten unne hun lejes ud til andre studier. Hun fik også muligheden for at danne sit eget produktionsselskab, Russ-Field Productions, sammen med ægtemanden Bob Waterfield. Produktionsselskabet fik en aftale med United Artists. Hendes næste film blev alligevel westerndramaerne Foxfire, hvor hun var udlånt til Universal Pictures, og Mellem to mænd, hvor hun var udlånt til 20th Century Fox. Den første film som hun indspillede for sit produktionsselskab var Gentlemen Marry Brunettes. Musicalen var en opfølger til Gentlemen foretrækker blondiner, men med andre rollefigurer. Russell sang "Ev'rything I've Got", "I Wanna Be Loved by You", "Daddy" og "Ain't Misbehavin'", men filmen blev ingen succes. Derefter spillede hun en sigøjner i musicaldramaet Hot Blood for Columbia Pictures. Hendes næste film var dramafilmen Glædeshuset i Honolulu for 20th Century Fox, hvor hun spillede en barsangerinde. I filmen sang hun "Keep Your Eyes on the Hands", men hun indspillede også sangen "If You Wanna See Mamie Tonight" for Capitol Records. Samtidig producerede hendes produktionsselskab filmene Flygt for livet og The King and Four Queens, som hun ikke spillede i. Ifølge hendes selvbiografi var disse film succesfulde, mens Gentlemen Marry Brunettes og hendes næste film, komedien The Fuzzy Pink Nightgown fra 1957, ikke var det. Dette førte til at United Artists ikke godtog de næste manuskripter, som de fik tilsendt. Efter nogen år med afslag valgte Russell at lukke sit produktionsselskab. De følgende år havde hun enkelte roller i film og tv-serier.
I oktober 1957 debuterede hun med en succesfuld soloforestilling på Sands Hotel i Las Vegas, og hun gentog senere denne andre steder i USA samt i Canada, Mexico, Sydamerika og Europa.
Russell sang også på radio sammen med Bobby Troup og hans kvartet og udgav en single med sangene "It Never Entered My Mind" og "You're Mine" med Troup. Hun genoptog desuden samarbejdet med Connie Haines og Beryl Davis, og de indspillede gospelalbummet The Magic of Believing for Capitol Records i 1957 samt singlen "Cumana" for Warner Bros. Records i 1961. Russell indspillede endvidere et soloalbum, Jane Russell, for MGM Records i 1959.
Idet hendes filmkarriere i realiteten var slut, spillede hun i flere teateropsætninger, både USA og i udlandet. I 1971 debuterede hun på Broadway i musicalen Company. Hun spillede rollen som Joanne, der blandt andet havde sangnummeret "The Ladies Who Lunch", de næste seks måneder.
I 1985 skrev hun selvbiografien Jane Russell: My Path and My Detours.

## Privatliv
Den 24. april 1943 giftede Russell sig med ungdomskæresten, den tidligere Los Angeles Rams-quarterback Bob Waterfield. På hendes 30-årsdag, 21. juni 1951, adopterede ægteparret datteren Tracy og fire måneder senere adopterede de sønnen Thomas. I 1956 adopterede de sønnen Robert John. I 1952 stiftede Russell organisationen World Adoption International Fund (WAIF) for at hjælpe amerikanere med at adoptere uønskede børn fra udlandet. I sin selvbiografi afslørede Russell, at hun som 19-årig havde fået foretaget en illegal abort, som førte til at hun ikke kunne føde børn senere. Efter dette blev hun en stærk modstander af abort. Den 2. februar 1967 søgte Russell om skilsmisse fra Waterfield. Den blev en realitet i juli 1968. Den 25. august 1968 giftede hun sig med skuespilleren Roger Barrett, men han døde af en blodprop i november samme år. Den 31. januar 1974 giftede hun sig med John Calvin Peoples, som hun var gift med frem til hans død i april 1999.
Russell boede ved sin død i Santa Maria Valley på centralkysten i Californien.

## Filmografi
| År   | Titel                           | Rolle                   | Notater                                                                |
| ---- | ------------------------------- | ----------------------- | ---------------------------------------------------------------------- |
| 1943 | Vestens udstødte                | Rio McDonald            | Blev færdigindspillet i 1941, men blev ikke udgivet før to år senere   |
| 1946 | Young Widow                     | Joan Kenwood            |                                                                        |
| 1948 | Blegansigt                      | Calamity Jane           |                                                                        |
| 1951 | His kind of Woman               | Lenore Brent            |                                                                        |
| 1951 | Panik i banken                  | Mildred "Mibs" Goodhue  | Blev færdigindspillet i 1949, men blev ikke udgivet før to år senere   |
| 1952 | Sidste chance                   | Linda Rollins           |                                                                        |
| 1952 | Kinakystens helvede             | Julie Benson            |                                                                        |
| 1952 | Søn af blegansigt               | Mike "The Torch" Delroy |                                                                        |
| 1952 | Banditpigen                     | Belle Starr             | Blev færdigindspillet i 1948, men blev ikke udgivet før fire år senere |
| 1952 | Eventyr på Bali                 |                         | Ukrediteret cameo                                                      |
| 1953 | Gentlemen foretrækker blondiner | Dorothy Shaw            |                                                                        |
| 1954 | Den franske linie               | Mary "Mame" Carson      |                                                                        |
| 1955 | S.O.S. – frømænd i fare!        | Theresa Gray            |                                                                        |
| 1955 | Foxfire                         | Amanda                  |                                                                        |
| 1955 | Mellem to mænd                  | Nella Turner            |                                                                        |
| 1955 | Gentlemen Marry Brunettes       | Bonnie Jones/Mimi Jones |                                                                        |
| 1955 | Hot Blood                       | Annie Caldash           |                                                                        |
| 1955 | Glædeshuset i Honolulu          | Mamie Stover            |                                                                        |
| 1957 | The Fuzzy Pink Nightgown        | Laurel Stevens          |                                                                        |
| 1966 | Johnny Reno                     | Nona Williams           |                                                                        |
| 1966 | Waco – kaldte de ham            | Jill Stone              |                                                                        |
| 1967 | Born Losers                     | Fru Shorn               |                                                                        |
| 1970 | Darker Than Amber               | Alabama Tigress         |                                                                        |

## Priser og nominationer
- 1955: Vundet: Golden Apple Award: Mest samarbejdsvillige skuespillerinde.
- 1984: Vundet: Golden Boot Awards: Golden Boot.
- 1991: Vundet: Filmfestivalen i Berlin: Berlinale Camera.
- 2001: Vundet: Filmfestivalen i Marco Island: Ærespris for for lang og tro tjeneste.
- Stjerne på Hollywood Walk of Fame 6850 Hollywood Blvd.

## I populærkulturen
- I den biografiske tv-film The Amazing Howard Hughes fra 1977 spilles hun af Marla Carlis. I den biografiske tv-film Norma Jean & Marilyn fra 1996 spilles hun af Erika Nann, og i den biografiske miniserie Blonde fra 2001 spilles hun af Renee Henderson.